# Jabuka-Quadrille
Die  Jabuka-Quadrille ist eine Quadrille die Johann Strauss Sohn zugeschrieben wird (op. 460). Ort und Datum der Uraufführung sind nicht überliefert.

## Einzelnachweis
1. ↑  Quelle: Englische Version des Booklets (Seite 104) in der 52 CDs umfassenden Gesamtausgabe der Orchesterwerke von Johann Strauß (Sohn), Hrsg. Naxos (Label). Das Werk ist als achter Titel auf der 39. CD zu hören.